# ボローニャ駅爆破テロ事件
ボローニャ駅爆破テロ事件（ボローニャえきばくはテロじけん、イタリア語: Strage di Bologna）は、1980年8月2日朝にイタリアのボローニャにあるボローニャ中央駅で起きたテロ事件である。これにより85人が死亡、200人以上が負傷した。

## 爆発事件と捜査

### 爆発

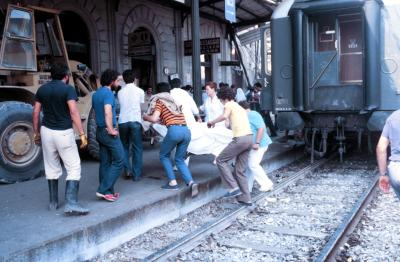
駅構内でけが人の搬送を行う市民

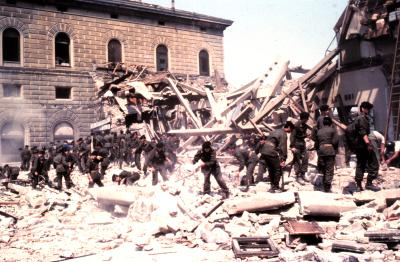
救出作業を行う警察隊

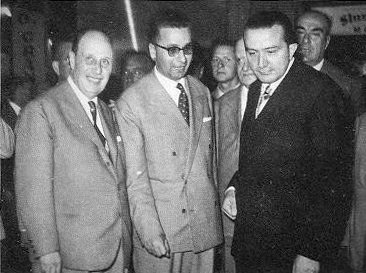
リーチオ・ジェッリ（中）とジュリオ・アンドレオッティ首相（左）

1980年8月2日午前10時25分、適度に空調の効いたボローニャ駅のホームに面した、二等待合室内に放置されていたスーツケースが爆発した。
このスーツケースの中には、トリニトロトルエン（TNT）とトリメチレントリニトロアミン（RDX）による混合爆薬コンポジションBでできた即席爆発装置（IED）が入っており、午前10時25分に爆発時刻が設定されていた。
この爆発により駅舎の待合室部分の天井と壁の大部分が崩壊し、1番ホームに停車していたアンコーナ発キアッソ（スイス）行の国際列車にも爆風が襲い掛かった。その爆音は1マイル（約1.6キロ）先にまで聞こえた。待合室の屋根は中で待っていた乗客の上に崩落し、このテロ攻撃での死者を大幅に増やすことになった。

### 救助活動
この日は夏の土曜日であり、駅はイタリア国内のみならず世界各国から訪れた観光客が多かった上に、平和な中規模都市であるボローニャ市はこのような大惨事に対する備えは出来ていなかった。
さらにこのような大惨事に対応する救急車も医師も警察官も足りなかったため、救助活動及びけが人の病院への搬送には多くの一般人が協力し、駅前にいたバスやタクシーまでが動員された。

### 捜査
首相フランチェスコ・コッシガ率いるイタリア政府は、当初この爆発は「事故によるもの」と推定していたが、事件翌日、警官の捜査員が爆心地近くで金属片とプラスチック片を発見したことにより、この爆発が事故ではなくテロ事件である可能性が高まった。
またその後、ローマ、ジェノバ、ミラノのマスコミに、ネオ・ファシズムテロ組織の武装革命中核（Nuclei Armati Rivoluzionari, NAR）と、極左テロ組織の赤い旅団が犯行を名乗り出た。

### 黒色テロ
その後NARは「事件とは無関係」という声明を3日夜発表したが、その後の調査で、極右テロリストのNARが、このテロ攻撃を行ったとして非難された。
同時に、軍安全情報局（SISMI）のメンバー2人と元メンバー1人、および投資家かつ極右政党「イタリア社会運動（MSI）」の代表かつ元フリーメイソンで、フリーメイソンから破門された後も「秘密結社」として活動していた「ロッジP2」の代表でもあったリーチオ・ジェッリも告発された。
後にイタリア上院の特別会期で、コッシガ首相は「NARによるテロ」という説を下記のような言葉で支持した。「国家の中枢を襲う左翼の赤色テロと違い、右翼の黒色テロは社会にパニックや衝動的な反応を起こすような無差別殺戮を好む」。またCIAのグラディオ作戦との関係も指摘されている。

## 裁判

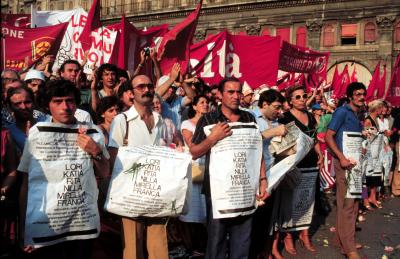
事件後に行われた葬儀

この事件後の裁判は長く続き、混乱や議論を引き起こした。また事件は政治問題にもなった。テロ犠牲者の遺族は遺族会（"Associazione dei familiari delle vittime della strage alla stazione di Bologna del 2 agosto 1980"）を結成し、この事件に対する社会の関心を引きとめようとした。
裁判の中で、イタリア軍安全情報局（SISMI）のナンバー2であり、極右秘密組織「ロッジP2」のメンバーであることが事件翌年の1981年に判明したピエトロ・ムスメチ将軍（Pietro Musumeci）が、極右組織「第三の位置」（Terza Posizione）のリーダーでありロンドンに亡命中だったロベルト・フィオレ（Roberto Fiore）とガブリエーレ・アンディノルフィ（Gabriele Andinolfi）の2名に嫌疑をかけるための証拠を偽造したとして起訴された。この2人は、「ムスメチ将軍は『ロッジP2』の代表であるリーチオ・ジェッリから捜査の方向をそらそうとした」と主張している。
20人の被告に対する裁判は1987年に開始された。1988年7月、ネオファシスト組織・武装革命中核（NAR）の4人の被告、ヴァレリオ・フィオラヴァンティ（Valerio Fioravanti、1958年生まれ、事件当時23歳）、その妻フランチェスカ・マンブロ（Francesca Mambro、1960年生まれ）、マッシミリアーノ・ファキーニ（Massimiliano Fachini）、セルジョ・ピッチャフオーコ（Sergio Picciafuoco）に対し、終身刑が言い渡された。彼らは武装組織に加わった件でも有罪とされた。
パオロ・シニョレッリ（Paolo Signorelli）とロベルト・リナーニ（Roberto Rinani）の2人はテロ関与の罪は免れたが、武装組織に関わった件では有罪とされた。「ロッジP2」のリーダーであったリーチオ・ジェッリと、同ロッジのメンバーであるピエトロ・ムスメチ、フランチェスコ・パツィエンツァ（Francesco Pazienza）、ジュゼッペ・ベルモンテ（Giuseppe Belmonte）の計4人は、捜査に対する中傷により有罪とされた。
ネオファシストでジェッリの知人だった活動家ステファノ・デッレ・キアイエ（Stefano Delle Chiaie）は、1987年にベネズエラで逮捕されイタリアへ引き渡されていたが、破壊分子と共謀した件では無罪とされている。
1990年7月、控訴院はテロ容疑者4人と捜査妨害の2人に対する公判を中断した。1993年10月に再審が開始された。
1995年11月、最高裁は以下のような判決を下した。
- NARのメンバーのヴァレリオ・フィオラヴァンティおよびフランチェスカ・マンブロに対し、爆破テロを行ったとして終身刑が確定した。
- リーチオ・ジェッリとフランチェスコ・パツィエンツァおよび、SISMIの将校であるピエトロ・ムスメチとジュゼッペ・ベルモンテは捜査の妨害・中傷により有罪。

しかし、現在に至るまで、彼ら武装革命中核と軍安全情報局の一部との政治的動機は明らかになっていない。これらのメンバーが共謀して爆破テロを行い多くの市民を殺害し、その罪を、当時ボローニャ市の市政を担うなど、冷戦下のイタリアで勢力を固めていた共産主義者になすりつけることで、左翼勢力による脅威と、当時のフランチェスコ・コッシガ政権の無策をアピールし、世論を極右政党に対し有利な方向に誘導することが目的であったのではないかとも考えられている。

## その後

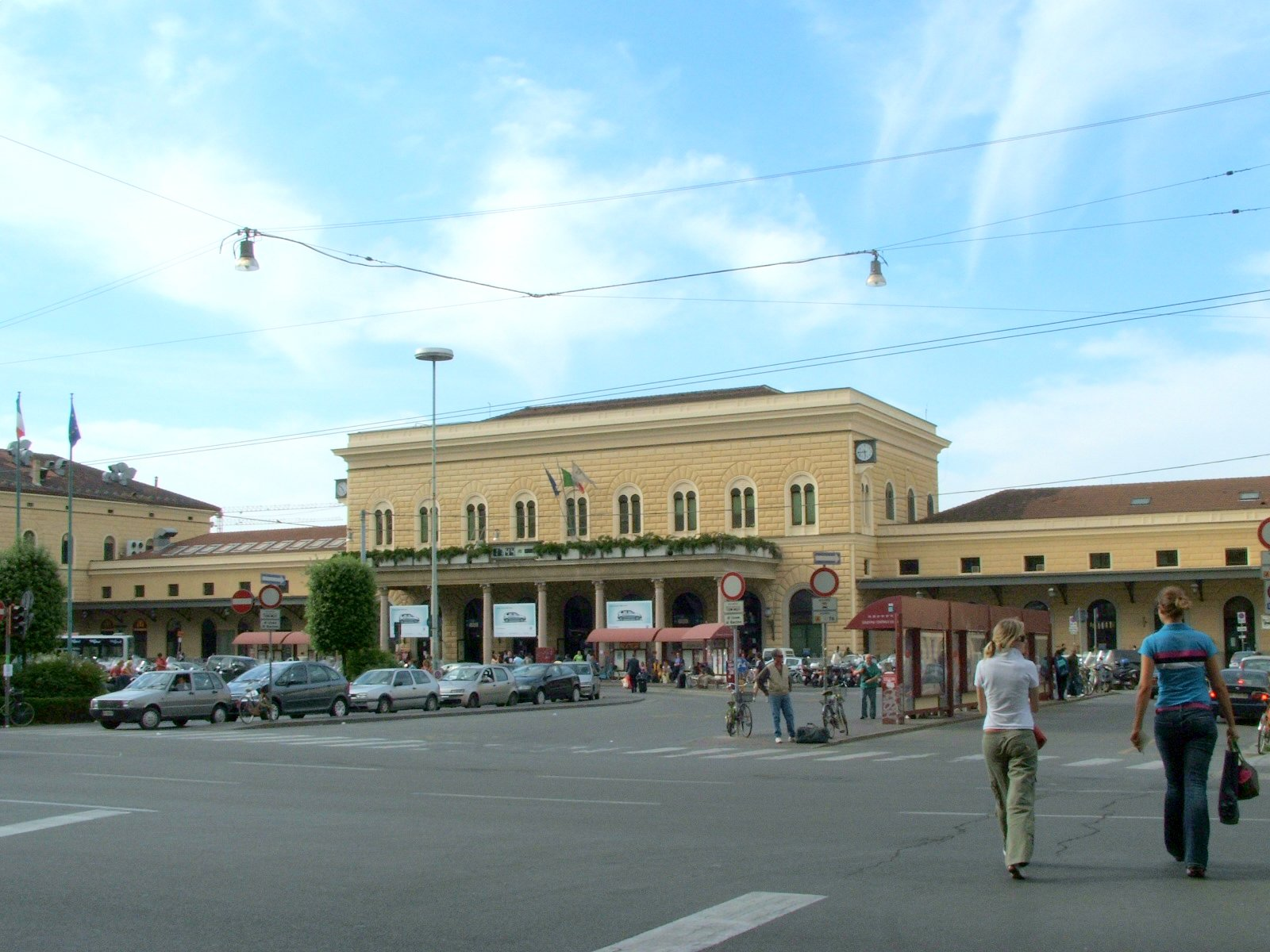
修復されたボローニャ中央駅（2006年）

2004年には、テロ当時17歳だったNARメンバーで「Terza Posizione」とも深いつながりのあったルイジ・チャヴァルディーニ（Luigi Ciavardini）が、テロで重要な役割を果たしたとして30年の刑を受け、2007年に最高裁で刑が確定した。彼はボローニャ駅以外にも、1980年に起きた2件の暗殺事件への関与も疑われている。
2006年には、1970年代後半のアルゼンチン軍事政権下で活動し、「汚い戦争」において多数の国民を殺害した極右組織「Alianza Anticomunista Argentina」（アルゼンチン反共連盟、通称「トリプルA」）のメンバーで、「ロッジP2」やジェッリと関係の深かったロドルフォ・アルミロン（Rodolfo Almirón）がスペインで逮捕された。これを受け、スペインの弁護士ホセ・アンヘル・ペレス・ニエバス（José Angel Pérez Nievas）は、アルミロンがステファノ・デッレ・キアイエ（Stefano Delle Chiaie）およびアウグスト・カウキ（Augusto Cauchi）とともに、「1980年のボローニャ駅爆破に関与したことはありうる」と述べた。アルゼンチン最高裁は1998年にカウキのイタリアへの引き渡しを拒んでいる。
2008年にはコッシガ元首相が、パレスチナ解放人民戦線（PFLP）からのテロリストが爆発に関与したとエルサレム・ポスト紙に述べたが、PFLPはこれを否定している。また、「爆弾本体についてはシチリアマフィアが用意した」と後にマフィアのジュゼッペ・カロが証言している。
2009年8月3日、計8回分の終身刑と約135年の禁固刑が確定し服役、拘束中だった実行犯の1人が釈放された。犯罪者の社会復帰を目的としたイタリアの法の適用を受けたものである。テロの被害者団体は「男は遺族らへの補償もせず、犯行も否認し続けている」として、釈放を決定した裁判所を批判した。

## 犠牲者と慰霊碑

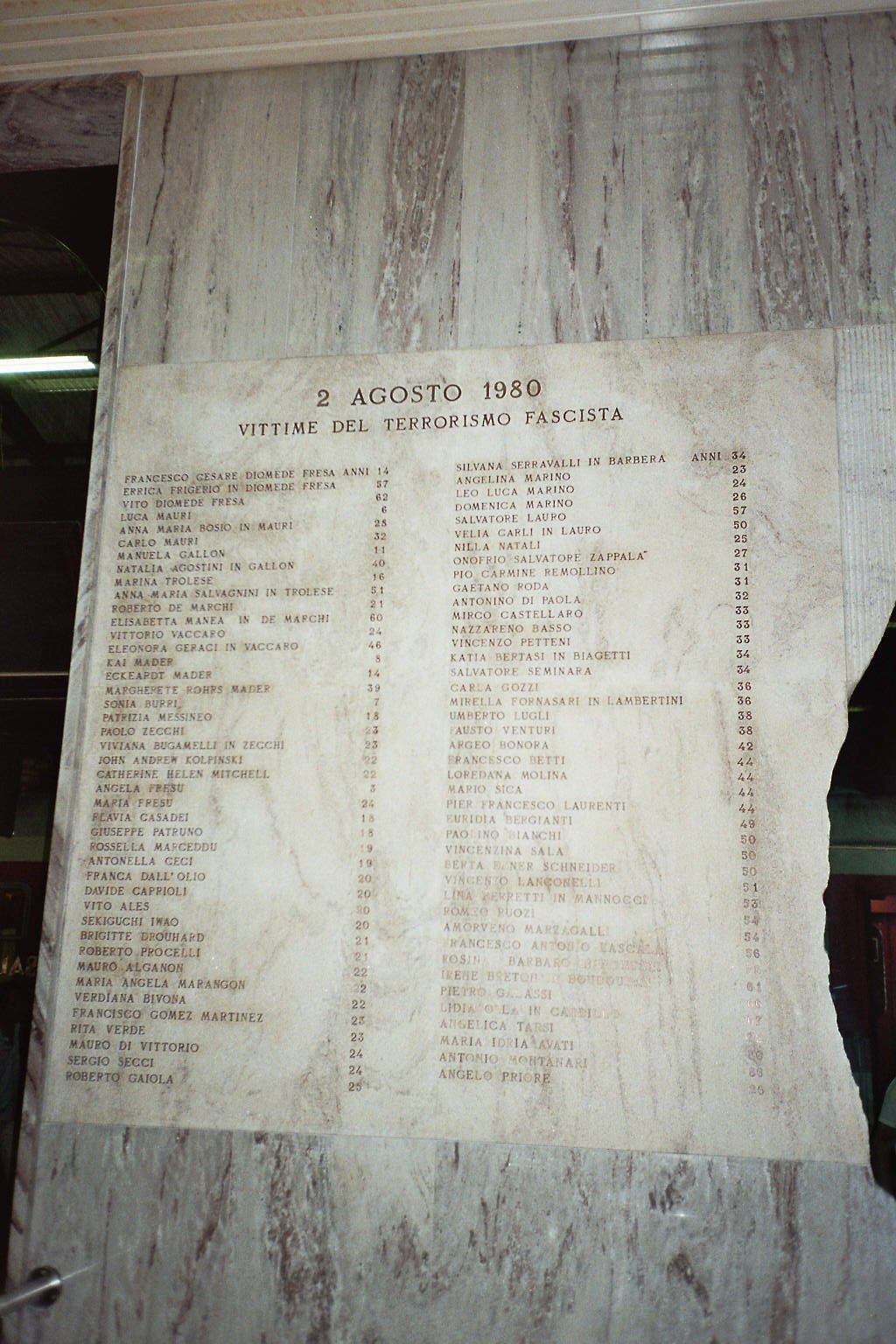
ボローニャ駅待合室の追悼碑

8月2日は、イタリアでは全てのテロ犠牲者のための祈念日とされている。ボローニャ市は遺族会とともに、犠牲者を追悼するために毎年国際作曲コンクール（デュエ・アゴースト・国際作曲コンコルソ）を開催し、これに伴うオーケストラ伴奏による演奏をボローニャの中心であるマッジョーレ広場で行っている。
爆弾が炸裂したボローニャ中央駅は再建されたが、テロを記念するため、床の状態や駅の中央ホールの壁にできた大きなひびはあえてそのままに残されている。さらに駅の時計はテロが起こった10時25分で止められたままになっている。
このテロでは、日本人の大学生1名が死亡している。
駅に設けられた追悼碑には犠牲者の名が刻まれている。その内容は以下の通り。
（　）内は事件当時の年齢
- Antonella Ceci（19歳）
- Angela Marino（23歳）
- Leo Luca Marino（24歳）
- Domenica Marino（26歳）
- Errica Frigerio（57歳）
- Vito Diomede Fresa（62歳）
- Cesare Francesco Diomede Fresa（14歳）
- Anna Maria Bosio（28歳）
- Carlo Mauri（32歳）
- Luca Mauri（6歳）
- Eckhardt Mader（14歳）
- Margret Rohrs（39歳）
- Kai Mader（8歳）
- Sonia Burri（7歳）
- Patrizia Messineo（18歳）
- Silvana Serravalli（34歳）
- Manuela Gallon（11歳）
- Natalia Agostini（40歳）
- Marina Antonella Trolese（16歳）
- Anna Maria Salvagnini（51歳）
- Roberto De Marchi（21歳）
- Elisabetta Manea（60歳）
- Eleonora Geraci（46歳）
- Vittorio Vaccaro（24歳）
- Velia Carli（50歳）
- Salvatore Lauro（57歳）
- Paolo Zecchi（23歳）
- Viviana Bugamelli（23歳）
- Catherine Helen Mitchell（22歳）

- John Andrew Kolpinski（22歳）
- Angela Fresu（3歳）
- Maria Fresu（24歳）
- Loredana Molina（44歳）
- Angelica Tarsi（72歳）
- Katia Bertasi（34歳）
- Mirella Fornasari（36歳）
- Euridia Bergianti（49歳）
- Nilla Natali（25歳）
- Franca Dall'Olio（20歳）
- Rita Verde（23歳）
- Flavia Casadei（18歳）
- Giuseppe Patruno（18歳）
- Rossella Marceddu（19歳）
- Davide Caprioli（20歳）
- Vito Ales（20歳）
- Iwao Sekiguchi（20歳/漢字表記不明）
- Brigitte Drouhard（21歳）
- Roberto Procelli（21歳）
- Mauro Alganon（22歳）
- Maria Angela Marangon（22歳）
- Verdiana Bivona（22歳）
- Francisco Gómez Martínez（23歳）
- Mauro Di Vittorio（24歳）
- Sergio Secci（24歳）
- Roberto Gaiola（25歳）
- Angelo Priore（26歳）
- Onofrio Zappalà（27歳）

- Pio Carmine Remollino（31歳）
- Gaetano Roda（31歳）
- Antonino Di Paola（32歳）
- Mirco Castellaro（33歳）
- Nazzareno Basso（33歳）
- Vincenzo Petteni（34歳）
- Salvatore Seminara（34歳）
- Carla Gozzi（36歳）
- Umberto Lugli（38歳）
- Fausto Venturi（38歳）
- Argeo Bonora（42歳）
- Francesco Betti（44歳）
- Mario Sica（44歳）
- Pier Francesco Laurenti（44歳）
- Paolino Bianchi（50歳）
- Vincenzina Sala（50歳）
- Berta Ebner（50歳）
- Vincenzo Lanconelli（51歳）
- Lina Ferretti（53歳）
- Romeo Ruozi（54歳）
- Amorveno Marzagalli（54歳）
- Antonio Francesco Lascala（56歳）
- Rosina Barbaro（58歳）
- Irene Breton（61歳）
- Pietro Galassi（66歳）
- Lidia Olla（67歳）
- Maria Idria Avati（80歳）
- Antonio Montanari（86歳）

## 参考書籍
- La strage. L’atto d’accusa dei giudici di Bologna, dir. Giuseppe de Lutiis, Editori Riuniti, Rome, 1986